# پسر طلایی (فیلم ۲۰۱۵)
پسر طلایی یا شاه‌پسر (به تامیلی: Thanga Magan) و (به انگلیسی: Golden Son) فیلمی هندی محصول سال ۲۰۱۵ و به کارگردانی ولراج است. در این فیلم بازیگرانی همچون دنوش، سامانتا روت پرابو، ایمی جکسون، آندریا جرمیا، کی. اس. راویکومار و رادیکا ساراتکومار ایفای نقش کرده‌اند.